# Greg Edmonson
Greg Edmonson é um compositor estadunidense de música para televisão e filmes. Ele é conhecido principalmente por compor a trilha sonora da série cult de TV Firefly. Ele também é o compositor dos três primeiros jogos da série de jogos eletrônicos Uncharted e de vários episódios da sitcom de animação americana King of the Hill.

## Biografia
Greg Edmonson foi criado em Dallas, Texas, onde ele estudou jazz e composição na Faculdade de Música da Universidade do Norte do Texas. Mais tarde, enquanto era músico de estúdio e músico de sessão, ele foi para o Instituto de Tecnologia de Musicistas. Ele estudou com o Dr. Albert Harris, o ex-diretor musical da NBC e um importante professor de composição e palestrante de música.
Seu talento com o violão o levou para Los Angeles, lá ele conseguiu trabalho para a companhia Hanna Barbera.. Seu trabalho chamou a atenção de vários compositores renomados o levando a trabalhar nas séries televisivas L.A. Law, Quantum Leap, Wiseguy e Cop Rock. Em 1991 ele foi nomeado ao Emmy por sua composição em Cop Rock.
Depois dessa carreira bem sucedida ele foi chamado para trabalhar na série animada King of the Hill. Com o anúncio da série Firefly assim como muitos músicos queriam trabalhar com Joss Whedon, Greg enviou um CD com amostras de seus trabalho e foi escolhido. Em 2006 a Sony Interactive Entertainment precisava de uma trilha sonora para o comercial da E3 de Uncharted: Drake's Fortune que fosse parecida com a de Firefly, assim começando a relação de Edmonson com Uncharted. Ele ficou relutante no início por nunca ter trabalhado com jogos, pedindo para procurarem outro profissional, mas a Sony insistiu e a parceria deu tão certo que ele foi chamado para trabalhar no jogo e consequentemente nos demais jogos da trilogia original, Uncharted 2: Among Thieves e Uncharted 3: Drake's Deception. Greg recebeu várias indicações por seu trabalho nessa franquia e foi premiado pela Academy of Interactive Arts & Sciences, BAFTA Video Game Awards, NAVGTR Awards e Game Audio Network Guild Award.

## Discografia

### Filme
| Ano  | Título                                      |
| ---- | ------------------------------------------- |
| 1994 | Turn of the Blade                           |
| 1994 | Science Fiction: A Journey Into the Unknown |
| 1997 | Last Lives                                  |
| 1998 | Martial Law                                 |
| 1998 | Frog and Wombat                             |
| 1999 | Undercover Angel                            |
| 1999 | Blue Ridge Fall                             |
| 2000 | Gary the Rat                                |
| 2000 | Luckytown                                   |
| 2001 | Fast Women                                  |
| 2004 | Miss Castaway And The Island Girls          |
| 2004 | Sweet Union                                 |
| 2009 | Skyrunners                                  |
| 2011 | Montana Amazon                              |
| 2013 | Bounty Killer                               |

### Televisão
| Ano       | Título                                |
| --------- | ------------------------------------- |
| 1990      | Cop Rock                              |
| 1994–1995 | Master of The Maze                    |
| 1997–2009 | King of the Hill                      |
| 2002–2003 | Firefly                               |
| 2008      | F.L.I.P. Mysteries: Women on the Case |

### Jogo eletrônico
| Ano  | Título                         |
| ---- | ------------------------------ |
| 2007 | Uncharted: Drake's Fortune     |
| 2009 | Uncharted 2: Among Thieves     |
| 2011 | Uncharted 3: Drake's Deception |

## Prêmios
| Ano  | Prêmio                                               | Categoria                                         | Trabalho                                            | Resultado |
| ---- | ---------------------------------------------------- | ------------------------------------------------- | --------------------------------------------------- | --------- |
| 1991 | Emmy Award                                           | Realização Notável em Música e Letras             | Cop Rock ("Oil Of Ol'Lay")                          | Nomeado   |
| 2007 | Academy of Interactive Arts & Sciences               | Realização Notável em Composição Musical Original | Uncharted: Drake's Fortune                          | Nomeado   |
| 2007 | Hollywood Music In Media Award                       | Melhor Trilha Sonora Original – Jogo eletrônico   | Uncharted: Drake's Fortune                          | Nomeado   |
| 2009 | Academy of Interactive Arts & Sciences               | Realização Notável em Composição Musical Original | Uncharted 2: Among Thieves                          | Venceu    |
| 2009 | British Academy of Film and Television Arts          | Best Original Score                               | Uncharted 2: Among Thieves                          | Venceu    |
| 2009 | British Academy of Film and Television Arts          | Melhor Uso de Áudio                               | Uncharted 2: Among Thieves                          | Venceu    |
| 2009 | Game Audio Network Guild                             | Música do Ano                                     | Uncharted 2: Among Thieves                          | Venceu    |
| 2009 | Game Audio Network Guild                             | Melhor Álbum de Trilha Sonora                     | Uncharted 2: Among Thieves                          | Nomeado   |
| 2009 | Game Audio Network Guild                             | Melhor Trilha Sonora Interativa                   | Uncharted 2: Among Thieves                          | Nomeado   |
| 2009 | Game Audio Network Guild                             | Melhor Canção Instrumental Original               | Uncharted 2: Among Thieves – "Reunion"              | Venceu    |
| 2009 | Hollywood Music In Media Award                       | Melhor Trilha Sonora Original – Jogo eletrônico   | Uncharted 2: Among Thieves                          | Nomeado   |
| 2009 | National Academy of Video Game Testers and Reviewers | Trilha Sonora Original                            | Uncharted 2: Among Thieves                          | Venceu    |
| 2012 | Academy of Interactive Arts & Sciences               | Realização Notável em Composição Musical Original | Uncharted 3: Drake's Deception                      | Nomeado   |
| 2012 | Game Audio Network Guild                             | Música do Ano                                     | Uncharted 3: Drake's Deception                      | Nomeado   |
| 2012 | Game Audio Network Guild                             | Melhor Trilha Sonora Interativa                   | Uncharted 3: Drake's Deception                      | Nomeado   |
| 2012 | Game Audio Network Guild                             | Melhor Canção Instrumental Original               | Uncharted 3: Drake's Deception – "Small Beginnings" | Nomeado   |
| 2012 | Game Audio Network Guild                             | Melhor Álbum de Trilha Sonora                     | Uncharted 3: Drake's Deception                      | Nomeado   |
| 2012 | National Academy of Video Game Testers and Reviewers | Trilha Sonora Dramática Original em Franquia      | Uncharted 3: Drake's Deception                      | Venceu    |